# Бэкон, Николас, 1-й баронет
Ни́колас Бэ́кон, 1-й бароне́т из Редгре́йва (англ. Sir Nicholas Bacon, 1st Baronet, of Redgrave; 1540 — 22 ноября 1624) — английский аристократ и государственный деятель, старший брат философа Фрэнсиса Бэкона.

## Биография
Николас Бэкон был старшим сыном сэра Николаса Бэкона и его первой жены Джейн Фернли, дочери Уильяма Фернли и Агнес Данди. Его младшим сводным братом по отцу был известный учёный, философ и государственный деятель Фрэнсис Бэкон.
Он получил образование в Тринити-колледже (окончил в 1561 году), а затем поступил в Грейс-Инн. 
В 1563 году, благодаря Роберту Дадли, стал членом парламента Англии от Беверли (Йоркшир). Спустя восемь лет, в 1571 году при помощи отца он стал представителем графства Саффолк в парламенте. 22 августа 1578 года он был посвящён королевой Елизаветой I в рыцари. В 1581 году Бэкон был назначен на должность главного шерифа Саффолка, должность которого занимал в течение года. 
В 1586 году, у Бэкона произошла ссора с Томасом Ловеллом, которого он обвинил в давлении на свидетелей. Ловелл обвинил Бэкона во лжи и вызвал его на дуэль, предлагая ему условия поединка. Бэкон пожаловался в Тайный совет, который сделал Николасу выговор, а Ловелл был отправлен в Маршалси.
Бэкон был богатым землевладельцем, ему принадлежали поместья в Саффолке, Эссексе, Норфолке, многие из которых он унаследовал от отца, а некоторые земли ему были подарены на королевской службе.
22 мая 1611 года король Яков I пожаловал Бэкону титул баронета Редгрейв, но при этом Бэкон отказался от возведения в пэрское достоинство. Незадолго до его смерти его обвиняли в присвоении государственных средств, которые он не выплатил в казну, когда он отвечал за сбор налогов в Саффолке. 
Скончался 22 ноября 1624 года, в возрасте 64 лет, его имущество было разделено между родственниками и слугами.

## Семья
Его супругой была Анна Баттс, дочь Эдмунда Баттса и Анны Бурес; у них было много детей, среди которых:
- Эдмунд Бэкон[англ.] (ок. 1570 — 10 апреля 1649), 2-й баронет из Редгрейва (1624—1649);
- Анна Бэкон Друри[англ.] (1572 — 5 июня 1624), покровительница литературы;
- Роберт Бэкон[англ.] (1574 — 16 декабря 1655), 3-й баронет из Редгрейва (1649—1655);
- Натаниэл Бэкон (1585 — 1627), художник